# Etorofus pubescens
Etorofus pubescens — вид жесткокрылых из семейства усачей.

## Распространение
Распространён в Европе (за исключением Севера) и в Турции.

## Описание
Жук длиной от 12 до 16 мм. Время лёта с июня по август.

## Развитие
Жизненный цикл вида длится три года. Кормовыми растениями являются представители рода сосны (Pinus).